# Wolrad Kreusler (Politiker)
Wolrad Kreusler  (* 24. Dezember 1892 in Groß-Gandern; † nach 1949) war ein deutscher Landwirt und Politiker (CDU). Er war Abgeordneter im Sachsen-Anhaltischen Landtag.

## Leben
Wolrad Kreusler arbeitete in der Landwirtschaft und leistete im Ersten Weltkrieg Kriegsdienst. 1926 heiratete er und zog 1933 nach Böddensell in den Landkreis Gardelegen um. Vor 1933 war er nicht politisch tätig und stand nach eigenen Angaben der Volkspartei nahe. In der Zeit des Nationalsozialismus stand er den neuen Machthabern kritisch gegenüber und stand ab 1936 als „staatsfeindlich“ unter Aufsicht der Gestapo. 1939 wurde seine Frau zu einer längeren Gefängnisstrafe verurteilt und nach dem Krieg als Opfer des Faschismus anerkannt. Während des Zweiten Weltkriegs wurde er dienstverpflichtet und 1942 zur Wehrmacht eingezogen.
Im August 1945 trat er der CDU bei und wurde im Herbst 1945 zum Gemeindevorsteher ernannt. Bei der Landtagswahl in der Provinz Sachsen 1946 wurde er im Wahlbezirk I (Jerichow II, Salzwedel, Osterburg, Stendal und Gardelegen) in den Landtag Sachsen-Anhalt gewählt. Die für das Jahr 1949 vorgesehenen Landtagswahlen sollten nach dem Willen der SED als Scheinwahlen durchgeführt und um ein Jahr auf die Landtagswahlen in der DDR 1950 verschoben werden. Wegen ihres Fernbleibens bei der Abstimmung am 10. Oktober 1949 über die durch die nochmalige Wahlverschiebung nötige Verlängerung der Legislaturperiode des Landtages wurden er und die CDU-Abgeordneten Haase, Hampel, Kellermann, Negatsch, Reuter, Rost, Schilke und Lyding vom Hauptausschuss der, inzwischen zur Blockpartei gleichgeschalteten CDU wegen parteischädigenden Verhaltens kritisiert.